# إيمي روزنتال
إيمي روزنتال (بالإنجليزية: Amy Rosenthal)‏ هي كاتِبة وكاتبة مسرحية بريطانية، ولدت في 1974 في موسويل هيل في المملكة المتحدة.